# Превост, Леонардо
Леонардо Превост (исп. Leonardo Prevost; род. 13 июня 1971) — кубинский легкоатлет, специалист по бегу на короткие дистанции. Выступал за сборную Кубы по лёгкой атлетике в 1988—1999 годах, обладатель серебряной медали Игр доброй воли, серебряный и бронзовый призёр центральноамериканского и карибского чемпионата, победитель иберо-американского чемпионата, участник чемпионата мира в Гётеборге. Тренер по лёгкой атлетике.

## Биография
Леонардо Превост родился 13 июня 1971 года.
Первого серьёзного успеха в лёгкой атлетике на международном уровне добился в сезоне 1988 года, когда вошёл в состав кубинской сборной и выступил на юниорском первенстве Центральной Америки и Карибского бассейна в Нассау, где вместе с соотечественниками выиграл бронзовую медаль в зачёте эстафеты 4×100 метров. Позднее представлял Кубу на юниорском мировом первенстве в Садбери.
В 1990 году на домашнем юниорском центральноамериканском и карибском первенстве в Гаване стал пятым в беге на 100 метров, седьмым в беге на 200 метров, одержал победу в эстафете 4×100 метров. На юниорском мировом первенстве в Пловдиве дошёл до четвертьфинала в дисциплине 100 метров, показал восьмой результат в эстафете 4×100 метров, остановился на предварительном квалификационном этапе эстафеты 4×400 метров.
В 1993 году на чемпионате Центральной Америки и Карибского бассейна в Кали дважды поднимался на пьедестал почёта: получил серебро в беге на 100 метров, взял бронзу в эстафете 4×100 метров.
Благодаря череде успешных выступлений в 1994 году удостоился права защищать честь страны на Играх доброй воли в Санкт-Петербурге, где совместно с партнёрами по сборной Андресом Симоном, Хоэлем Ламелой и Иваном Гарсией завоевал серебряную награду в программе эстафеты 4×100 метров, уступив только команде США. Позднее на иберо-американском чемпионате в Мар-дель-Плате финишировал четвёртым в беге на 100 метров, с личным рекордом 20,61 выиграл бронзовую медаль в беге на 200 метров, занял первое место в эстафете 4×100 метров.
В 1995 году на домашнем старте в Гаване установил свой личный рекорд в 100-метровом беге — 10,29. На Панамериканских играх в Мар-дель-Плате стал пятым в дисциплине 100 метров, дошёл до полуфинала в дисциплине 200 метров. На чемпионате мира в Гётеборге не смог преодолеть предварительный квалификационный забег 100 метров, в то время как в эстафете 4×100 метров кубинские спринтеры сошли с дистанции, не показав никакого результата.
Завершил спортивную карьеру по окончании сезона 1999 года.
Впоследствии работал тренером по лёгкой атлетике, в частности подготовил титулованную колумбийскую бегунью Норму Гонсалес.